# Tara (album)
Tara è il quarto album della black metal band Absu. È stato pubblicato il 23 marzo 2001 dalla Osmose Productions.

## Tracce
1. Tara – 1:56
2. Pillars of Mercy – 4:21
3. A Shield With an Iron Face – 3:22
4. Manannan – 6:39
5. The Cognate House of Courtly Witches Lies West of County Meath – 4:19
6. She Cries the Quiet Lake – 4:10
7. Yrp Lluyddawe – 1:51
8. From Ancient Times (Starless Skies Burn to Ash) – 3:53
9. Four Crossed Wands (Spell 181) – 4:46
10. Vorago (Spell 182) – 5:45
11. Bron (Of the Waves) – 1:32
12. Stone of Destiny (... For Magh Slecht and Ard Righ) – 7:46
13. Tara (Recapitulation) – 1:45

## Formazione
- Proscriptor - batteria e percussioni, voce, tastiere
- Shaftiel - chitarra acustica ed elettrica, voce
- Equitant - basso, chitarra

### Ospiti speciali
- Sir Don Shannon - cornamusa
- David Harbour - tastiera e Piano Addizionale
- Masthema Mazziqim - voce addizionale
- Ronnie Trent - voce addizionale
- Ashmedi (Melechesh) - voce addizionale